# منزل (فیلم ۱۹۷۹)
منزل (انگلیسی: Manzil) یک فیلم است که در سال ۱۹۷۹ منتشر شد. از بازیگران آن می‌توان به آمیتاب باچان و موشومی چاترجی اشاره کرد.